# ليلة القطارات
كانت ليلة القطارات (أو حزب العملية) عملية تخريبية للسكك الحديدية البريطانية في فلسطين (سكك حديد فلسطين) في 1 نوفمبر 1945. كانت العملية من أولى العمليات التي نفذها تحالف ما كان يُطلق عليه "حركة المقاومة اليهودية" قبل تأسيسها الرسمي، ورمزت إلى تأسيسها.

## العملية
كانت ليلة القطارات (أو حزب العملية) عملية تخريبية استهدفت السكك الحديدية البريطانية في فلسطين في 1 نوفمبر 1945. كانت العملية من أولى العمليات التي نفذها تحالف ما كان يُطلق عليه "حركة المقاومة اليهودية"، الذي شُكّل من قبل المنظمات شبه العسكرية الصهيونية. خلال العملية، قامت وحدات البلماح بتخريب شبكة من السكك الحديدية في جميع أنحاء البلاد وفجرت ثلاثة زوارق حراسة بريطانية في ميناء يافا وفي حيفا، وهاجمت وحدة مشتركة للإرجون وشتيرن محطة سكة حديد اللد، وهي نقطة التقاء رئيسية بين حيفا - القنطرة. الخط الرئيسي وخط سكك حديد يافا-القدس. شارك ما يقدر بنحو 1000 رجل في العمليات.
حوالي خمسين وحدة من وحدات البلماح، والتي تضمنت خبراء متفجرات وحراس، ألحقت أضرارًا بالغة بـ 153 نقطة على طول نظام السكك الحديدية في فلسطين الانتدابية، في المقام الأول عند تقاطعات السكك الحديدية والجسور فوقها. جرت العمليات حوالي الساعة 11:00 مساء، متزامن تماما، من أجل منع رد بريطاني. وقعت حوادث إطلاق نار في مكانين فقط، وانتهى كلاهما دون وقوع إصابات. تم إجراء أكثر من 242 كسرًا في خطوط السكك الحديدية، وتم تفجير مكتب مدير المحطة وتركيب الهاتف وعربة البنزين.
في الوقت نفسه، أغرقت الوحدة البحرية في البلماح، باليام، ثلاثة زوارق حراسة بريطانية. اثنان في حيفا وواحد في يافا. كانت هذه المراكب جزءًا من الإغلاق المفروض على الشواطئ لمنع هجرة اليهود. في حيفا قاد يوهاي بن نون العملية وفي يافا قام بها يوسي هاريل وزلمان كوهين بعد إحاطة من إسحاق ساده. في كلتا الحالتين وصل خبراء المتفجرات في قوارب، وقاموا بالغطس تحت القوارب البريطانية وربطوا متفجرات بآلية تأخير بالقوارب.
في الليلة نفسها، داهمت وحدة إرجون، بقيادة إيتان ليفني، محطة قطار في اللد. وأثناء تبادل إطلاق النار، دمّر المُخرّبون محرك قطار وألحقوا أضرارًا بستة أخرى. وقُتل خلال الغارة مُخرّب تابع للإرجون، وبريطانيان (جندي وشرطي) وأربعة عرب. تسببت العملية في خسائر فادحة نسبيًا، على الأرجح لأن فريق المداهمة تأخر في الوصول إلى الهدف، مما يعني أن البريطانيين كانوا بالفعل في حالة تأهب قصوى. شنت وحدة شتيرن عملية تخريبية ضد مصفاة النفط في حيفا، لكن المتفجرات انفجرت قبل الأوان أثناء نقلها، مما أسفر عن مقتل عضو شتيرن الذي كان يحملها. ولحقت بالمنشأة أضرار جسيمة، لكن صهاريج النفط التي كانت الهدف المقصود لم تمس.
أدت مواجهة لاحقة في رمات هاكوفيش إلى تحول المنطقة إلى منطقة "محظورة" للقوات البريطانية. بعد أسبوعين، أضرمت النيران في المكتب المحلي في تل أبيب وفي أعمال الشغب التي تلت ذلك، والتي شاركت فيها الكتيبة الثالثة، فوج المظلات، وقُتل ستة يهود.

## ردود الفعل
رفعت العملية الروح المعنوية في يشوف، بعد القيود الشديدة من قبل البريطانيين على العليا والاستيطان. أدت العملية في الغالب إلى الارتياح داخل قيادة ييشوف وأعضاء البلماح والهاجاناه الذين رأوا أنهم كانوا قادرين على تشغيل عدد كبير من الوحدات في وقت واحد في عدد كبير من المواقع. كتب دافيد بن غوريون لقيادة الهاجاناه أن لهذه العملية ثمارها - رغم أنها قد لا تكون فورية. أدان المسؤولون الحكوميون العملية ونشرت الصحف مقالات مفصلة حول الأعمال التخريبية.

## روابط خارجية
- الموقع الرسمي للبلماح باللغة الإنجليزية
- الموقع الرسمي لباليام باللغة الإنجليزية نسخة محفوظة 1 مايو 2008 على موقع واي باك مشين.

## المعلومات الكاملة للمراجع
- The Palmach—Its Warriors and Operation, Uri Brener, special edition for Palmach national convention, 1978
- Palmach: Plugot Hamahatz shel Hahaganah, 1941–1949 Meir Pa'il, Avraham Zohar and Azriel Ronen (Hebrew)